# Max O'Leary
Max Edward O'Leary (Bath, 10 ottobre 1996) è un calciatore irlandese con cittadinanza britannica, portiere del Bristol City.

## Carriera

### Club
Cresciuto nel settore giovanile del Bristol City, debutta in prima squadra il 9 gennaio 2016, in occasione dell'incontro di FA Cup pareggiato per 2-2 contro il West Bromwich. Dopo una serie di prestiti nelle serie minori del campionato inglese, il 20 ottobre 2018 ha esordito anche in Championship, disputando l'incontro vinto per 0-1 contro il Brentford.

### Nazionale
Il 25 maggio 2019 riceve la sua prima convocazione dall'Irlanda per sostituire l'infortunato Mark Travers, in vista degli incontri validi per le qualificazioni al campionato europeo di calcio 2020 contro Danimarca e Gibilterra; ciò è stato reso possibile poiché un suo nonno proveniva dal Kerry. Il 24 marzo 2022 è stato convocato per le amichevoli contro Belgio e Lituania in seguito agli infortuni di Gavin Bazunu e Mark Travers, così come anche nel mese di giugno per gli infortuni di Gavin Bazunu e James Talbot.
Il 10 giugno 2025 esordisce con la massima selezione irlandese nell'amichevole pareggiata in casa del Lussemburgo (0-0).

## Statistiche

### Presenze e reti nei club
Statistiche aggiornate al 26 gennaio 2025.
| Stagione            | Squadra             | Campionato          | Campionato | Campionato | Coppe nazionali | Coppe nazionali | Coppe nazionali | Coppe continentali | Coppe continentali | Coppe continentali | Altre coppe | Altre coppe | Altre coppe | Totale | Totale |
| Stagione            | Squadra             | Comp                | Pres       | Reti       | Comp            | Pres            | Reti            | Comp               | Pres               | Reti               | Comp        | Pres        | Reti        | Pres   | Reti   |
| ------------------- | ------------------- | ------------------- | ---------- | ---------- | --------------- | --------------- | --------------- | ------------------ | ------------------ | ------------------ | ----------- | ----------- | ----------- | ------ | ------ |
| 2015-mar. 2016      | Bristol City        | FLC                 | -          | -          | FACup+CdL       | 2+0             | -3; 0           |                    | -                  | -                  |             | -           | -           | 2      | -3     |
| mar.-mag. 2016      | Kidderminster       | NL                  | 5          | -6         | FACup           | -               | -               |                    | -                  | -                  | FAT         | -           | -           | 5      | -6     |
| 2017-2018           | Solihull Moors      | NL                  | 23         | -15        | FACup           | 0               | 0               |                    | -                  | -                  | FAT         | 2           | -2          | 25     | -17    |
| 2018-2019           | Bristol City        | FLC                 | 15         | -18        | FACup+CdL       | 0+1             | 0; -1           |                    | -                  | -                  |             | -           | -           | 16     | -19    |
| 2019-2020           | Shrewsbury Town     | FL1                 | 30         | -35        | FACup+CdL       | 3+0             | -3; 0           |                    | -                  | -                  | FLT         | 1           | -1          | 34     | -39    |
| 2020-2021           | Bristol City        | FLC                 | 3          | -6         | FACup+CdL       | 2+2             | -1; -3          |                    | -                  | -                  |             | -           | -           | 7      | -10    |
| 2021-2022           | Bristol City        | FLC                 | 9          | -21        | FACup+CdL       | 1+1             | -1; -2          |                    | -                  | -                  |             | -           | -           | 11     | -24    |
| 2022-2023           | Bristol City        | FLC                 | 33         | -35        | FACup+CdL       | 4+0             | -5; 0           |                    | -                  | -                  |             | -           | -           | 37     | -40    |
| 2023-2024           | Bristol City        | FLC                 | 46         | -51        | FACup+CdL       | 4+2             | -2; -2          |                    | -                  | -                  |             | -           | -           | 52     | -55    |
| 2024-2025           | Bristol City        | FLC                 | 29         | -34        | FACup+CdL       | 1+0             | -2; 0           |                    | -                  | -                  |             | -           | -           | 30     | -36    |
| Totale Bristol City | Totale Bristol City | Totale Bristol City | 135        | -165       |                 | 20              | -22             |                    | -                  | -                  |             | -           | -           | 155    | -187   |
| Totale carriera     | Totale carriera     | Totale carriera     | 193        | -221       |                 | 23              | -25             |                    | -                  | -                  |             | 3           | -3          | 219    | -249   |

### Cronologia presenze e reti in nazionale
| Cronologia completa delle presenze e delle reti in nazionale ― Irlanda | Cronologia completa delle presenze e delle reti in nazionale ― Irlanda | Cronologia completa delle presenze e delle reti in nazionale ― Irlanda | Cronologia completa delle presenze e delle reti in nazionale ― Irlanda | Cronologia completa delle presenze e delle reti in nazionale ― Irlanda | Cronologia completa delle presenze e delle reti in nazionale ― Irlanda | Cronologia completa delle presenze e delle reti in nazionale ― Irlanda | Cronologia completa delle presenze e delle reti in nazionale ― Irlanda |
| Data                                                                   | Città                                                                  | In casa                                                                | Risultato                                                              | Ospiti                                                                 | Competizione                                                           | Reti                                                                   | Note                                                                   |
| ---------------------------------------------------------------------- | ---------------------------------------------------------------------- | ---------------------------------------------------------------------- | ---------------------------------------------------------------------- | ---------------------------------------------------------------------- | ---------------------------------------------------------------------- | ---------------------------------------------------------------------- | ---------------------------------------------------------------------- |
| 10-6-2025                                                              | Lussemburgo                                                            | Lussemburgo                                                            | 0 – 0                                                                  | Irlanda                                                                | Amichevole                                                             | -                                                                      |                                                                        |
| Totale                                                                 |                                                                        | Presenze                                                               | 1                                                                      |                                                                        | Reti                                                                   | 0                                                                      |                                                                        |